# ヒッポリト星人
ヒッポリト星人（ヒッポリトせいじん）は、『ウルトラマンA』をはじめとする「ウルトラシリーズ」に登場する架空の宇宙人。別名は地獄星人（）。

## 『ウルトラマンA』に登場するヒッポリト星人
『ウルトラマンA』第26話「全滅! ウルトラ5兄弟」、第27話「奇跡! ウルトラの父」に登場。第26話のオープニングでは「地獄星人ヒッポリト」と表記されていた。
地球侵略を企む宇宙人。自らを「宇宙で一番強い生き物」と名乗っており、実際にも後述の通り極めて高い戦闘能力の持ち主である。
ノズル状の口から噴射する火炎と強風、腕からのミサイルのように放つトゲ、頭部の3つの突起から放つショック光線、目から放つ怪光線、腹部の赤い球体から放つ散弾状の破壊光線が武器。ウルトラ戦士より巨大なカプセルヒッポリトカプセルは念力を強化して虚像を発生するだけでなく、閉じ込めた相手をブロンズ像のように固めると共に生命活動も停止させるヒッポリトタールを噴き付ける機能もあり、ブロンズ化はヒッポリト星人が死亡した際には解除されても、生命活動は停止したままとなる。
初戦では200メートルもの巨体で現れ、TACの攻撃を一切受け付けないまま、一方的に都市を蹂躙してウルトラマンAの引き渡しを要求し、持っていたA人形の首を見せしめとして折る。だが偶然、戦闘機の機体を衝突させた北斗が何事もなくすり抜けたことから虚像ではないかと怪しまれたうえ、捜査中に交通事故の現場で「飛び出してきた超獣に衝突した」と言って息絶えた運転手の男性の証言、壊れた自動車の前面に地球生物のものではない血液や肉片の付着、ならびに巨大ヒッポリト星人が見せしめに首をもいでいたA人形に酷似した首の取れた人形（前述の運転手が息子への土産として持っていたもの）があったことから、近辺に本体がいたことが判明したうえ、ヒッポリトカプセルを通して自分の姿を光化学スモッグに投影していた拠点を発見される。Aとの戦いではあらかじめ用意していたカプセルにAをはじめ、救援に駆けつけたゾフィー、初代ウルトラマン、ウルトラセブン、ウルトラマンジャックのウルトラ4兄弟を閉じ込め、ヒッポリトタールを流し込んでブロンズ像のように固めると、秘密を暴いて攻撃してきたTACの戦闘機を全機撃墜して火炎攻撃で苦しめる。駆け付けたウルトラの父との戦いでは、最初は圧倒されてAのタールもウルトラシャワーで洗い流されるが、地球に向かう途中の長旅でエネルギーを消耗していた隙を突いて倒す。しかし、ウルトラの父が自身の命と引き換えに残りのエネルギーをAに与えて復活させた後には、復活したAとTACによる猛攻を受け、最後はAのメタリウム光線で撃破される。ウルトラ4兄弟も元の姿に戻り、Aからエネルギーを分け与えられて息を吹き返す。
- 声：谷津勲（ノンクレジット）[7]
- デザインは鈴木儀雄が担当した[8][9]。デザイン画では、メインカラーはピンクとグリーンであった[9]。M1号から発売されたソフビは、こちらに酷似したカラーバリエーションとなっている[9]。
- 梶隊員はヒッポリト星が地獄のような環境と推測したが、真偽は不明。
- 『ウルトラ怪獣攻げき技大図鑑』では「ヒッポリトビーム」は「オレンジビーム」と命名された。
- 内山まもるの漫画版『ウルトラマンA』では、ヒッポリトカプセルを使用せずに鎖をエースたちの腕や足に装着し、口から直接タールを噴射する。テレビ版と違い、最後はウルトラの父との戦いでそのまま倒される。

## 『ウルトラマンメビウス外伝 超銀河大戦』に登場するヒッポリト星人
てれびくん版『ウルトラマンメビウス外伝 超銀河大戦』に登場。
マーゴドンを操り、カプト星で対決したレオ、アストラ、80をブロンズ像にしたうえ、マーゴドンの冷凍能力でカプト星を氷の惑星に変える。レオたちを助けに来たメビウスをカーン星人とアトランタ星人の作戦でエネルギーを消耗させてブロンズ像にしようとするが、救援に駆けつけたメロスによって妨害される。さらにウルトラマン、ジャック、エース、タロウの「ウルトラの星作戦」でレオたちも復活したことによって形勢は逆転し、最後はウルトラ兄弟とメロスたちの合体光線でマーゴドン共々粉砕される。
作中では終始マーゴドンの背中に騎乗し、ヒッポリトビームやヒッポリトミサイル、ヒッポリトカプセルなどの武器を使用していた。

## 地獄星人 スーパーヒッポリト星人

### 『大決戦!超ウルトラ8兄弟』に登場するスーパーヒッポリト星人
映画『大決戦!超ウルトラ8兄弟』に登場。
かつてウルトラ5兄弟やウルトラの父を一度は倒した初代ヒッポリト星人と同種族の宇宙人。外見は初代と違い、ヒューマノイド的かつエイリアン然としたものになっている。他にも腹部にあった発光体は胸に移動し、尻尾は3本に増え、さらに頭頂部の突起が発光体の付いた触角になっており、真顔だった瞳はやや鋭くなっている。
巨大な煙状の黒い竜巻から姿を現し、黒い影法師の配下として、ウルトラ戦士の存在しない本作品の世界を我が物にしようと次々に配下の怪獣を呼び寄せ、破壊工作を行う。標的を内側からは破壊不可能な強固な特殊カプセルに閉じ込め、ヒッポリトタールを流し込んで固め、生きたままブロンズ像に変えるという初代得意の戦法は健在である。そのほか、胸の発光器官から放つ破壊光線ブレストクラッシャーや、長い口の管から放つ高熱の破壊光弾ヒッポリト・ファイヤーボムを武器として使い、飛行能力も持つ。逃げ惑う人々を見て喜ぶなどの残忍な一面を見せるうえ、自尊心が強く自らを「偉大」と称しながら、ウルトラ戦士に対して「貴様らごときに敗北するはずがない」と豪語するなど、高飛車な言動と自信家な性格はかつての同族と同じである。
侵略計画の手始めとして横浜にキングゲスラとキングパンドンを送り込み、キングパンドンを倒して疲弊したウルトラマンメビウスの隙を突いてブロンズ像に変え、戦闘不能にする。その後、キングシルバゴンとキングゴルドラスを呼び寄せて横浜を破壊させていくうえ、ウルトラマンティガもヒッポリトタールでブロンズ像に変えようとするが、ウルトラマンダイナとウルトラマンガイアのウルトラパリフィーによって防がれ、3対3の対決になる。ティガと高速空中戦を展開するが、最後はダイナとガイアに怪獣たちを倒され、自身は激闘の末にティガのゼペリオン光線で粉砕されたうえ、メビウスもウルトラ4兄弟のウルトラパリフィーによって元に戻った。
その後、影法師の手によって悪意のエネルギーと配下の怪獣軍団の残存エネルギーと融合させられ、ギガキマイラの胴体となる。
- 声：大友龍三郎
- スーツアクター：末永博志[11]
  - 中盤までのボスキャラクターとなることから、身長185センチメートルの末永が演者に選ばれた[13]。
- デザインは酉澤安施[14]。体表は虫のサナギが固い殻を破ろうとしている姿をイメージしている[14]。また、当初は発光体が初代と同じく腹に存在していたが、夜のシーンで光らせたいという監督の要望に応じ、メカを仕込みやすい位置とのことで胸に移動させたという[14]。酉澤は、アレンジの方向性について『ウルトラマンメビウス&ウルトラ兄弟』のテンペラー星人と同様であることを述べている[14]。
- ウルトラマンメビウスを倒すのにふさわしい相手として登場キャラクターに選ばれた[15]。本作品の初期プロットである『ウルトラマンメビウス&ウルトラ兄弟2』の時点で登場は決まっており、この時点でデザイン画の第1稿も描かれていた[14]。『8兄弟』となった段階での初期案では、横浜に隠れ住むヒッポリト星人の科学者と娘が結果的に時空を歪めてしまうという展開であったが、最終的にシンプルな対立構造へ改められた[16]。
- 本作品のオリジナルのマナーCMではマナー違反（上映中の携帯電話の使用）を行い、超ウルトラ8兄弟に注意された後は素直に謝っている。
- 劇中では「スーパー」を付けず「ヒッポリト星人」と名乗り、ダンからは「宇宙人」と呼ばれた。上記のマナーCMでは「スーパーヒッポリト星人」と呼ばれている。

### 『大怪獣バトル ウルトラ銀河伝説 THE MOVIE』に登場するスーパーヒッポリト星人
映画『大怪獣バトル ウルトラ銀河伝説 THE MOVIE』に登場。
ウルトラマンベリアルのギガバトルナイザーの力で怪獣墓場から復活し、ベリアル配下の怪獣軍団の1体となる。怪獣墓場で他の怪獣軍団と共にウルトラ戦士やレイの怪獣たちに襲いかかる。ゴモラに襲いかかり、最後はウルトラマンゼロにゼロスラッガーで倒される。
また、初代が百体怪獣ベリュドラの右腕を構成する怪獣の1体となっているほか、怪獣たちがひしめき合うシーンではスーパーヒッポリト星人の姿も確認できる。

## ヒッポリト星人・地獄のジャタール
『ウルトラマン列伝』内のアクションドラマ『ウルトラゼロファイト』第2部「輝きのゼロ」に登場。
「あのお方」と呼ばれる何者かに仕え、ウルトラマンゼロの戦闘力・能力を探る宇宙人集団ダークネスファイブの1人となった個体。容姿はスーパーヒッポリト星人と同じであるが、こちらは目の色が赤くなっているのが特徴。これまでの同族と違い、ヒッポリトカプセルやタールは使わずに触れただけで相手をブロンズ像にできるほか、変身能力も持つ。一人称は「私」で、「ヒョホホホホ」や「ギョポッ」などと甲高い声で笑う。また、ゼロの思わぬ反撃に憤慨するというコミカルな一面も見せる。ゼロには「ブロンズ野郎」と呼ばれている。
ダークネスファイブの一番手として行動を開始し、マイティベースでグレンファイヤーとミラーナイトをブロンズ像に変えた後、ウルトラの母に化けてゼロへの不意打ちを試みるが、殺気を感づかれたために見破られて失敗し、自分から正体を現す。戦闘ではゼロの右手をブロンズに変え、「そのまま完全にブロンズ像にして「あのお方」の前に飾る」と豪語するが、その右手によるパンチのラッシュ攻撃を浴びせられて（その際、ゼロに「ウルトラの母に化けるな」と言われている）小惑星に叩きつけられ、最後はガルネイトバスターで小惑星もろとも爆破される（その結果、他のメンバー〈スライは除く〉からは忘れ去られている）。その直後、ゼロの右手や描写は無いもののグレンファイヤーとミラーナイトは元に戻る。
- 声：岸哲生
- 最終回放送後の公式ブログでは、登場こそしないもののシャイニングウルトラマンゼロのシャイニングスタードライヴによる時間逆行で復活したことが示唆されていた[22]。本編終了後のダークネスファイブの動向が描かれた『ウルトラマン列伝』第100話・第103話には登場しなかったが、後者では同族の初代ヒッポリト星人が紹介されると共に、他のメンバーから復活しているかもしれないと推測されており、DVD『ウルトラゼロファイト パーフェクトコレクション』収録のWディレクターズエディションおよび『ウルトラマン列伝』第104話では実際に復活した姿が描かれた[23]。
  - 『Wディレクターズエディション』では、シャイニングスタードライヴによる時間逆行の結果、小惑星に叩きつけられた時点の姿で復活し、突然のことに本人も驚いていた。
  - 『ウルトラマン列伝』第104話（最終話）では、油断しているゼロをグレンファイヤーと共に再びブロンズ像にしようと背後から襲いかかるが、実際に気付いていなかった2人の裏拳が偶然命中し、捨て台詞を叫びながら遥か彼方に吹き飛ばされていった。
  - 『新ウルトラマン列伝』第49話では、他のダークネスファイブや主であるウルトラマンベリアルとようやく再会を果たした。その際には、ゼロに敗北したことと長らく姿を消していたことを詫びていたが、ベリアルからは「お互い一度は死んだ身」と復帰を快諾され、ダークネスファイブによる紹介（プラズマギャラクシーの紹介）についても興味を示した。最終的には、ベリアルや他の仲間たちと共にプラズマギャラクシーへ向かう。『ウルトラマン列伝』第103話には登場していなかったため、自分もベリアル軍団の新たな覇道への忠誠を誓う覚悟を見せられなかったことに悔やんでおり、ベリアルにゴマを擦るようになっている。また、『ウルトラマン列伝』第103話での一件を踏まえ、他のダークネスファイブのメンバー（スライは覚えていた）には存在を忘れられていた。
  - 当初は声にエフェクトが掛かっていたが、『ウルトラマン列伝』第104話以降からは完全に無くなった。
  - アーケードゲーム『大怪獣ラッシュ ウルトラフロンティア』では第4弾から参戦する。異名は「変身能力を持つダークネスファイブの切り込み隊長」。武器はグレートソード。
  - 『ウルトラマンジード』第25話では、ベリアルの記憶における回想シーンにダークネスファイブの他のメンバーやストルム星人 / 伏井出 ケイ（ふくいで ケイ）と共に登場している。

### にせウルトラの母
ジャタールがウルトラの母に変身した偽者。姿や声は本物と変わらないが、右手から攻撃用の赤い光球を発射する。この姿でも、触れただけで相手をブロンズ化する能力は使用可能。
- 声：大谷美紀[20]
- スーツ自体は本物のウルトラの母と同一[要出典]。

## ヒッポリト星人カリスト
『劇場版 ウルトラマンオーブ 絆の力、おかりします!』に登場。
ムルナウによってダークリングから出現させられ、執事同然に使役されている。最初はガピヤ星人サデスとの戦闘で疲弊したオーブ（ハリケーンスラッシュ）をテンペラー星人バチスタやガッツ星人ドッペルと共に連行し、その後はオーブ（オーブトリニティ）を相手にデアボリックやバチスタと共に戦闘を繰り広げる。ウルトラマンギンガ・ウルトラマンビクトリー・ウルトラマンエックスが宝石化状態から復活した後はバチスタとのコンビでギンガやビクトリーと交戦し、最後はバチスタとの合体光線をギンガとビクトリーのギンガビクトリーアルティメイタムに押し返され、バチスタ共々倒される。
- 声：太田博久（ジャングルポケット）
- スーツアクター：稲庭渉
- 脚本を担当した中野貴雄は、キャラクター自身が「面白いセリフを書いてくれ」と言っているかのようにネタが次々に浮かんできたと述べている[26]。一方、監督の田口清隆は脚本にセリフのない部分も行間を埋めるようジャングルポケットらに要請しており、アドリブも多く取り入れられている[26]。

## 『ウルトラマン Fighting Evolution0』に登場するヒッポリト星人
PlayStation Portable専用ソフト『ウルトラマン Fighting Evolution 0』に登場。
ウルトラ兄弟抹殺のためにバルタン星人、ナックル星人、テンペラー星人、ババルウ星人と手を組み、ヤプールに利用されている。ゴルゴダ星でウルトラ兄弟の1人（プレイヤーキャラクター）と対決し、騙し討ちで力を奪い取り、必殺技を使えない状態にする。その後、地球に現れてゾフィー（レオ編ではセブン）の力を奪って強化された状態で襲ってくる。
ヒッポリト星人のLv3の必殺技「ヒッポリトタール」は発動すれば防御が不可能となるうえ、確実にHPが0になる技であり、難易度イージーでもゲージが溜まると積極的に使ってくるため、序盤に登場する敵にしては対戦難易度がかなり高い。

## 『大怪獣バトル ULTRA MONSTERS』に登場するヒッポリト星人
『大怪獣バトル ULTRA MONSTERS』第5話「密林の黒い悪魔」、第6話「ヒッポリト星人の甘い罠」に登場。
バトルナイザーを狙う宇宙人として登場。第5話でサタンビートルを倒した主人公の様子を見てバトルナイザーを見つけたことを確信し、第6話にて等身大で主人公たちの前に姿を現す。紳士的な口調で喋り、「バトルナイザーを持っていると怪獣に襲われる」などと言って主人公からバトルナイザーを騙し取ろうとするが、ピグモンに自身の企みを見破られると本性を現し、呼び出したモンスアーガーを用いて力ずくでバトルナイザーを奪おうとする。モンスアーガーを倒されるとついに自ら巨大化して戦いを挑むが、結局はバトルナイザーの怪獣に敗北し、バトルナイザーの名前を叫びながら消え去る。
本作品ではステータスが全体的に低いが、NEO以降はアタックを中心に大幅なステータス強化がなされている。必殺技は「ヒッポリトビーム」「ヒッポリトミサイル」「ヒッポリトタール」と『A』のものが再現されており、特にウルトラ5兄弟をブロンズ像に変えた「ヒッポリトタール」は非常に威力が高いうえに封印効果もある。また、NEO第3弾ではセブンと戦った際に使用した目の怪光線「ヒッポリトアイライフル」が追加された。
- 声：塩屋浩三

## 『大怪獣ラッシュ ウルトラフロンティア』に登場するヒッポリト星人
データカードダスおよびそれを元にしたCGショートムービー『大怪獣ラッシュ ウルトラフロンティア』に登場。通常のヒッポリト星人はテレビ版にてハンターステーションにいる宇宙人として姿が確認できるほか、劇場版『DINO-TANK Hunting』ではテンペラー星人やキリエロイドと共にチームを組んで恐竜戦車に挑むが、敗退する。
ヒッポリト星人アーチャー
第4弾より登場。「サイレントアーチャー」の異名を持つ。外見はスーパーヒッポリト星人に近い。ヒッポリトタールを噴きつけるヒッポリトカプセルガンを武器とするハンター。物静かな性格で静寂を好む。
ヒッポリト星人ヒルガ
第4弾より登場。「先手必勝のヒルガ」の異名を持つ。マッシブな体格を持ち、両腕のヒッポリトミサイルユニットを武器とする。豪胆な性格で稼ぎも多いが、過剰な攻撃による出費と豪遊により、収支はマイナスになることが多い。
ヒッポリト星人ケイプ
第5弾より登場。「難攻不落の禁固8万年」の異名を持つ、脱獄ハンターズのリーダー格。自信家にしてナルシストな性格であり、脱獄とハンティングの繰り返しをパフォーマンスとして楽しんでいる。
テレビ版では2ndシーズンの「SUPER-EARTHGOMORA Hunting」第3話に登場し、ラッシュハンターズが獲得したプラズマソウルを密かに掠め取っていたが、他のメンバー共々メフィラス星人シックルによって捕えられ、カードに変えられてしまった。声は栗津貴嗣。

## その他の作品に登場するヒッポリト星人

### ウルトラシリーズ
- 『ウルトラマンタロウ』第40話の回想シーンに35大怪獣・宇宙人の1体として登場。別名が「投影超獣人ヒッポリト[注釈 6]」と紹介されている。
- 映画『ウルトラマン物語』では、宇宙の帝王ジュダの手先として登場。設定ではヒッポリト星はすでにジュダに支配されている。映像は『A』第26話・第27話の流用。
- 『ウルトラマンメビウス』第36話では、トリヤマ補佐官が読んでいた雑誌の表紙を飾っている。
- 『ウルトラギャラクシー大怪獣バトル』第12話では、ケイトのセリフで名前のみ登場し、ヤプールとともにレイブラッド星人を恐れていたことが語られる。
- 『ウルトラマンゼロ&オールスターウルトラマン超絶!ウルトラリーグ』（てれびくん版2011年6月号掲載分）では、スーパーヒッポリト星人が怪獣軍団の1体としてウルティメイトフォースゼロを襲う。
- 『ウルトラゾーン』第2話のアイキャッチでは、新幹線の出入り口で口の先を使い、女性と手を取り合っている姿が描かれている[27]。第5話のミニコーナー「怪獣English」では、英語での自己紹介が例題となっている[28]。
- 漫画作品
  - 漫画『ウルトラマン超闘士激伝』では、強豪宇宙人の1人として登場。闘士になったAに敗北する。
  - 漫画『ウルトラマンSTORY 0』では、星関連合の幹部として登場。

### その他
- SFC用ゲーム『SDザ・グレイトバトル 新たなる挑戦』では、4面クリスタルキャッスルの中ボスとして登場。素早く動き回り、竜巻を飛ばす。
- 『めちゃ×2イケてるッ!』では、『大怪獣バトル ウルトラ銀河伝説 THE MOVIE』の出演オーディションにスーパーヒッポリト星人が参加し、バルキー星人とともにレッドキングの暴走を止めようとする。